# Krystian Klecha
Krystian Klecha (ur. 30 września 1984 w Kościanie) – polski żużlowiec.

## Życiorys
Karierę rozpoczynał w wieku 13 lat od startów na minitorze w Pawłowicach. W 2001 r. zdał licencję w Lesznie, w barwach Polonii Piła, w której startował aż do 2003 r. Od 2004 r. reprezentował Polonię Bydgoszcz, a w sezonie 2008 został reprezentantem Unii Tarnów. Jego występy w roku 2008 (jedynie 6 spotkań i śr. biegowa 0,636) pozostawiały wiele do życzenia, jednak w meczach derbowych Unii Tarnów przeciwko Marmie Rzeszów, zdobywał przyzwoitą zdobycz punktową. W 2009 r. podpisał "kontrakt warszawski" z Kolejarzem Rawicz. Ostatecznie jednak wystartował w 3 meczach PSŻ-u Poznań. W 2010 roku związał się z drugoligową ŻKS Ostrovią Ostrów Wielkopolski. Pod koniec sezonu okazało się że, była to dobra decyzja, gdyż po dwóch straconych latach w końcu odbudował formę. W styczniu 2011 roku związał się kontraktem warszawskim z PSŻ-em Poznań.
Jego największymi sukcesami są złoty medal Drużynowych Mistrzostw Świata Juniorów w 2005 oraz uczestnictwo w finale IMŚJ w tym samym roku.
Indywidualne mistrzostwa Polski 2007 r.- 7. miejsce.